# Liste der Biografien/Poln
Liste der Biografien |
Portal Biografien |
Personensuche
# |
A |
B |
C |
D |
E |
F |
G |
H |
I |
J |
K |
L |
M |
N |
O |
P |
Q |
R |
S |
T |
U |
V |
W |
X |
Y |
Z |
?
 
Pa |
Pc |
Pe |
Pf |
Ph |
Pi |
Pj |
Pk |
Pl |
Pm |
Pn |
Po |
Pr |
Ps |
Pt |
Pu |
Pv |
Pw |
Py
 
Poa |
Pob |
Poc |
Pod |
Poe |
Pof |
Pog |
Poh |
Poi |
Poj |
Pok |
Pol |
Pom |
Pon |
Poo |
Pop |
Por |
Pos |
Pot |
Pou |
Pov |
Pow |
Pox |
Poy |
Poz
 
Pola |
Polc |
Pold |
Pole |
Polf |
Polg |
Polh |
Poli |
Polj |
Polk |
Poll |
Polm |
Poln |
Polo |
Pols |
Polt |
Polu |
Polv |
Polw |
Poly |
Polz
Die Liste der Biografien führt alle Personen auf, die in der deutschsprachigen Wikipedia einen Artikel haben. Dieses ist eine Teilliste mit 16 Einträgen von Personen, deren Namen mit den Buchstaben „Poln“ beginnt.

## Poln

### Polna
- Polnalyubvi (* 2000), russische Singer-Songwriterin und Fotomodell
- Polnareff, Michel (* 1944), französischer PopmusikerMichel Polnareff (* 1944)

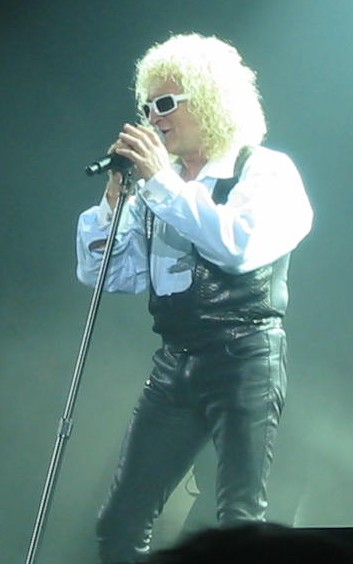
Michel Polnareff (* 1944)

- Polnariow, Albert (1880–1963), russischer Violinist, Komponist, Dirigent, Kapellmeister und Lehrer
- Polnaszek, Andrea (* 1972), US-amerikanische Drehbuchautorin

### Polni
- Polnick, Carl (1858–1919), deutscher Kaufmann und der Gründer der evangelischen Allianz-Mission
- Polnický, Jiří (* 1989), tschechischer Radrennfahrer
- Polnišová, Petra (* 1976), slowakische Schauspielerin
- Pölnitz von und zu Egloffstein, Winfrid von (1933–2021), deutscher Verwaltungsjurist
- Pölnitz, Bernhard von (1569–1628), kursächsischer Politiker, Kanzler und Geheimer Rat des Kurfürsten Johann Georg I. von Sachsen
- Pölnitz, Gerhard Bernhard von (1617–1679), kurbrandenburgischer Generalmajor und Politiker
- Pölnitz, Götz Freiherr von (1906–1967), deutscher Wirtschafts- und Sozialhistoriker und Archivar
- Pölnitz, Gudila Freifrau von (1913–2002), deutsche Politikerin (CSU), MdL und Denkmalschützerin
- Pölnitz, Joseph von (1792–1865), Königlich Bayerischer Landkommissär
- Pölnitz, Sigmund von (1901–1978), deutscher katholischer Geistlicher, Domkapitular und Direktor des Diözesanmuseums Bamberg

### Polno
- Polnowa, Tatjana Fjodorowna (* 1979), russische Stabhochspringerin

### Polny
- Polny, Georges (* 1943), französischer Fußballspieler